# 자유-오픈 소스 소프트웨어

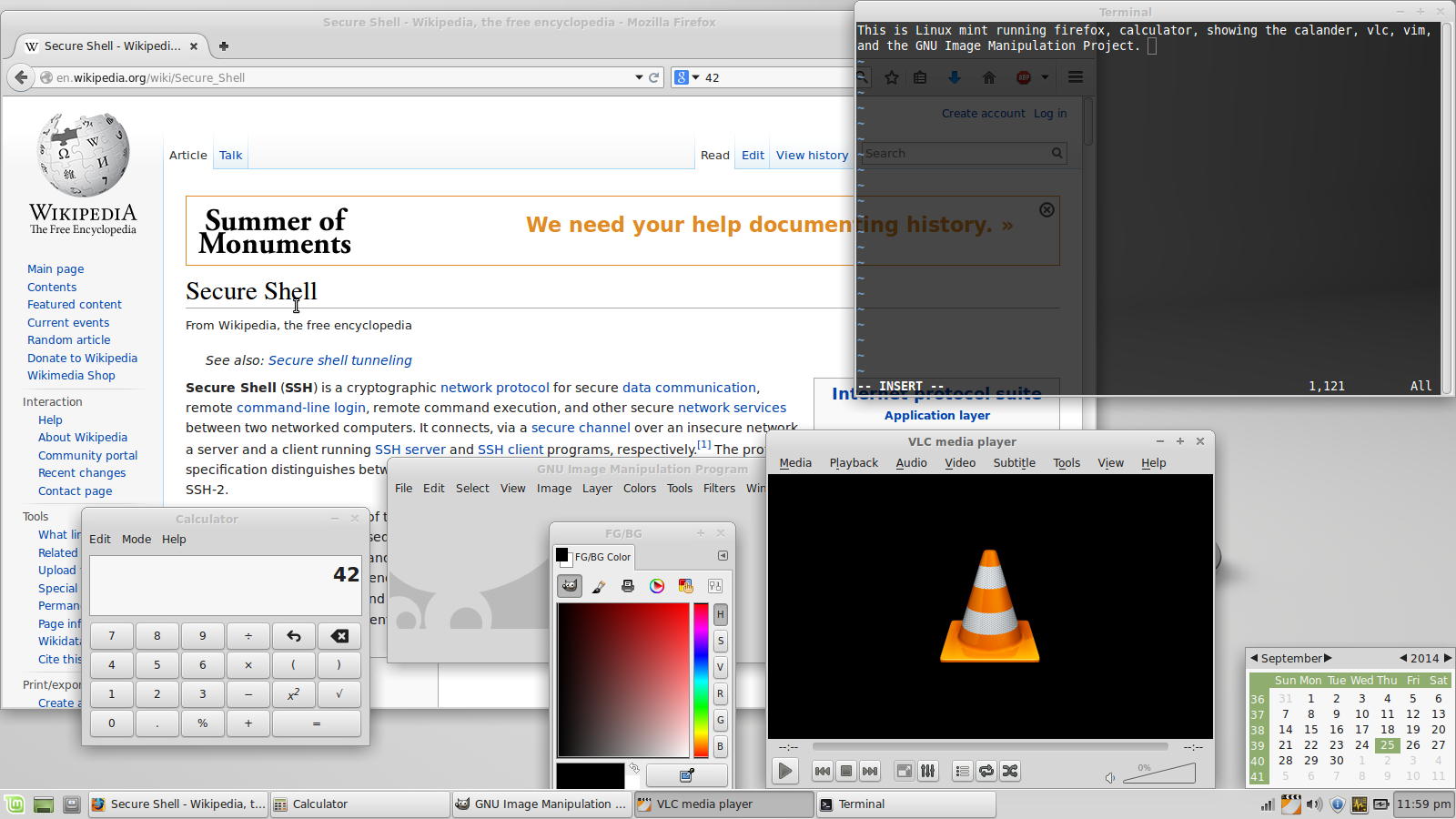
자유-오픈 소스 소프트웨어(FOSS)의 스크린샷. Xfce 데스크톱 환경, 파이어폭스, 계산기 프로그램, 내장 캘린더, Vim, GIMP, VLC 미디어 플레이어를 실행 중인 리눅스 민트.

자유-오픈 소스 소프트웨어(Free and open-source software, F/OSS, FOSS) 또는 FLOSS(free/libre/open-source software)는 자유 소프트웨어와 오픈 소스의 성질을 둘 다 갖춘 소프트웨어이다. 소스 코드의 이용 가능성을 통해 디자인을 사용, 복사, 연구, 변경, 개선할 권한을 사용자에게 자유로이 라이선스로 부여한다. 이는 소프트웨어가 저작권 라이선스 제약이 있고 소스 코드가 사용자로부터 감춰지는 일이 일반적인 사유 소프트웨어와는 반대되는 용어이다.
자유-오픈 소스 소프트웨어는 소프트웨어 사용자의 시민적 자유권을 관리한다. FOSS를 사용하는 다른 장점들로는 소프트웨어 비용의 감소, 보안 및 안정성 강화(특히 악성 소프트웨어와 관련하여), 개인 정보 보호, 교육, 사용자가 자신의 하드웨어를 더 많이 통제할 수 있게 하는 일 등이 포함된다. 리눅스라든지, BSD 계열 등 자유-오픈 소스 운영 체제들은 오늘날 널리 활용되고 있으며 수백 만 대의 서버, 데스크톱, 스마트폰(예: 안드로이드) 등의 장치에 힘을 더한다. 자유 소프트웨어 라이선스와 오픈 소스 라이선스들은 수많은 패키지에 의해 사용된다. 자유 소프트웨어 운동과 오픈 소스 소프트웨어 운동은 FOSS의 폭넓은 생산과 채택을 위한 온라인 사회 운동이다.

## 참고 문헌
- Hatlestad, Luc (2005년 8월 9일). “LinuxWorld Showcases Open-Source Growth, Expansion”. 《InformationWeek》 (CMP Media, LLC). 2007년 12월 2일에 원본 문서에서 보존된 문서. 2007년 11월 25일에 확인함.
- Claburn, Thomas (2007년 1월 17일). “Study Finds Open Source Benefits Business”. 《InformationWeek》 (CMP Media, LLC). 2007년 11월 25일에 원본 문서에서 보존된 문서. 2007년 11월 25일에 확인함.

## 참조
1. ↑  자유 소프트웨어 재단(Free Software Foundation). “What is free software?”. 2011년 12월 14일에 확인함.
2. ↑  Hatlestad 2005.
3. ↑  Claburn 2007.

## 같이 보기
- 자유-오픈 소스 소프트웨어 패키지 목록